# Warren Township (Belmont County, Ohio)
Warren Township ist eines von 16 Townships des Belmont Countys im US-Bundesstaat Ohio. Nach der Volkszählung im Jahr 2000 waren hier 5870 Einwohner registriert.

## Geografie
Warren Township liegt im äußersten Westen des Belmont Countys im Osten von Ohio und grenzt im Uhrzeigersinn an die Townships: Kirkwood Township, Goshen Township, Wayne Township, Somerset Township, Millwood Township im Guernsey County und Oxford Township (Guernsey County).

## Verwaltung
Das Township wird durch ein Board of Trustees, bestehend aus drei gewählten Mitgliedern, verwaltet. Zwei Personen werden jeweils im Jahr nach der Präsidentschaftswahl gewählt und eine jeweils im Jahr davor. Die Amtszeit dauert in der Regel vier Jahre und beginnt jeweils am 1. Januar. Daneben gibt es noch einen Township Clerk (Schriftführer), der ebenfalls im Jahr vor der Präsidentschaftswahl auf eine vierjährige Amtszeit gewählt wird. Dessen Amtszeit beginnt jeweils am 1. April.